# Her Sacrifice (film 1911)
Her Sacrifice è un cortometraggio muto del 1911 diretto da David W. Griffith.

## Produzione
Il film fu prodotto dalla Biograph Company. Venne girato al Wentworth Hotel, a Santa Monica.

## Distribuzione
Distribuito dalla General Film Company, il film - un cortometraggio della durata di 18 minuti - uscì nelle sale cinematografiche statunitensi il 26 giugno 1911.